# Hanoniscus tuberculatus
Hanoniscus tuberculatus är en kräftdjursart som beskrevs av Gustav Budde-Lund1912. Hanoniscus tuberculatus ingår i släktet Hanoniscus och familjen Oniscidae. Inga underarter finns listade i Catalogue of Life.